# Leonard Freed
Pour les articles homonymes, voir Freed.
Leonard Freed (Brooklyn, 23 octobre 1929 - Garrison (New York), 29 novembre 2006) est un photographe américain.

## Biographie
Issu d'une famille juive originaire d'Europe de l'Est, Freed est né à Brooklyn et a fait ses études à the New School. Il se tourne vers le monde de la photographie grâce à son apprentissage auprès du directeur de Harper's Bazaar, Alex Brodovitch.
En 1967, Cornell Capa le sélectionne avec cinq autres photographes pour participer à son exposition Concerned Photography.
La carrière de Freed prend son envol au cours du mouvement pour les Droits Civiques, alors qu'il voyage à travers l'Amérique en compagnie de Martin Luther King. Il réalise à partir de ses voyages un  important ouvrage, Black In White America.
En 1980, il publie son deuxième ouvrage Police Work, montrant la police à New York.
Leonard Freed fit des reportages dans le monde entier : Italie, Turquie, Allemagne, Japon, Belgique, etc.
Freed fut membre de l'agence Magnum à partir de 1972 et fut publié dans tous les grands magazines du monde (Life, Look, Paris-Match, Die Zeit, Der Spiegel, Stern, etc.).

## Prix et récompenses
- 1980, National Endowment for the Arts,
- 1978, New York State Grant for the Arts

## Collections
- Musée de l'Élysée
- Musée de La Haye, de Berlin

## Expositions (partielle)
- 2015, Leonard Freed: Police Works,Museum of the City of New York, New York
- 2009, Leonard Freed: Black in White America, Bruce Silverstein Gallery, New York
- 2007, Leica Gallery, New York
- 2006, Dance of the Faithful, The Minneapolis Institute of Arts, Minneapolis
- 2004, Made In Germany, Galerie Argus Fotokunst, Berlin
- 2003, Nude and Naked, Galerie Esther Woerdehoff, Paris
- 2003, Women Wearing Only Light, Radiant Light Gallery, Portland

## Livres de photographies publiés
- 2007 : Worldview, éditions Steidl
- 2004 : Another Life, ABP Public Affairs, Netherlands
- 1997 : Amsterdam: The Sixties, Focus Publishing, USA
- 1991	 Leonard Freed: Photographs 1954-1990, Cornerhouse, UK/Editions Nathan, 	Paris/W.W. Norton & Company, USA
- 1990 : New York Police (Photo Notes), Centre national de la photographie, France
- 1984 : La Danse des Fidèles, Éditions du Chêne
- 1980 : Police Work, Simon & Schuster
- 1977 : Berlin, Time-Life Books, New York
- 1971 : Leonard Freed’s Germany, Thames & Hudson
- 1970 : Seltsame Spiele, Verlag Bärmeier & Nikel
- 1970 : Made in Germany, Grossman Publishers
- 1968 	Black in White America, New York, Grossman Publishers ; réédition : (en) Leonard Freed: Black in White America, 1963-1965, Londres, Reel Art Press, 2020, 192 p. (ISBN 978-1-909526-77-8)[1].
- 1965 : Deutsche Juden Heute, Rütten & Loening Verlag
- 1958 : Joden van Amsterdam, de Bezige Bij

## Films
1993 Joey Goes to Wigstock (couleur, 10 min)